# Burgertop Amsterdam
Op 6 juni 2015 vond de eerste Burgertop Amsterdam plaats. Op deze dag kwamen 250 Amsterdammers bij elkaar om aan 35 ronde tafels te praten over thema's die zij belangrijk vonden voor hun buurt, wijk en de stad. De burgertop was een onafhankelijk initiatief van inwoners en vond plaats in de Zuiderkerk (Amsterdam).

## Aanleiding
De aanleidingen voor de Burgertop Amsterdam was drieledig. Ten eerste maakten de initiatiefnemers zich zorgen over het lage opkomstpercentage bij de verkiezingen voor de gemeenteraad in 2014. Slechts 50,3% van de stemgerechtigden in Amsterdam ging stemmen. De tweede aanleiding was het plan dat GroenLinks en D66 tijdens de onderhandelingen presenteerden om een deel van het collegeakkoord wit te laten en later met burgers in te vullen. Daarnaast waren er in verschillende steden in Nederland initiatieven voor pilots met deliberatieve democratie, zoals in Amersfoort en Uden. Eerder vonden er soortgelijke burgervergaderingen plaats in België (G1000) IJsland (nieuwe grondwet) en Ireland (Constitutional Convention).

## Organisatie
Naar aanleiding van een opinieartikel in het Parool, geschreven door Yvette Jeuken en Bart Cosijn, kwam een eerste groep vrijwilligers bij elkaar om te praten over de mogelijkheden voor een burgertop. Uiteindelijk hebben meer dan honderd vrijwilligers geholpen bij de organisatie van de Burgertop Amsterdam. De kosten voor de burgertop werden gedragen door verschillende Amsterdamse bedrijven, aangevuld met subsidies van Stichting Democratie en Media, het Ministerie van Binnenlandse Zaken en Koninkrijksrelaties en de Gemeente Amsterdam.

## Resultaten
De Burgertop leverde 57 ideeën en plannen op. De deelnemers zijn zo veel mogelijk met deze plannen zelf aan de slag gegaan. Daarnaast hebben de vrijwilligers van de Burgertop deze plannen gepresenteerd aan het college van B&W, de gemeenteraad en de zeven bestuurscommissies in de stad.
Op 23 november 2015 organiseerden de vrijwilligers een slotdebat in De Balie onder de noemer ‘Burgers aan de top?’ over de toekomst van de democratie in Amsterdam. Aan dit debat namen de fractievoorzitters van de gemeenteraad in Amsterdam en verschillende leden van de Amsterdamse bestuurscommissies deel. Ook debatteerden initiatiefnemers van burgertoppen in Groningen en Rotterdam en raadsleden uit Utrecht mee.

## Bestuurlijk stelsel
In opdracht van het stadsbestuur is het bestuurlijk stelsel van Amsterdam geëvalueerd door een commissie onder leiding van voormalig Nationale ombudsman Alex Brenninkmeijer. De gemeenteraad heeft in het voorjaar van 2017 een nieuw bestuurlijk stelsel vastgesteld.